# Bambule
Bambule [bamˈbuːlə] ist ein Begriff aus der deutschen Gaunersprache, der das Trommeln mit allen möglichen Gegenständen innerhalb und außerhalb von Gefängniszellen als eine von Gefangenen praktizierte Form des Protestes bezeichnet. Darüber hinaus handelt es sich um einen inzwischen veralteten Ausdruck der Jugendsprache für ein „besonders von Jugendlichen veranstaltetes äußerst ausgelassenes Treiben“, etwa bei einem Treffen oder Fest.
Das Wort leitet sich von dem ursprünglich wohl afrikanischen Trommeltanz Bamboule (auch Bamboula) ab, der heute noch z. B. in Louisiana und auf Guadeloupe bekannt ist. In vereinzelten Regionen Mitteldeutschlands findet sich auch die Variation Wambule.

## Beschreibung
In New Orleans beispielsweise tanzten bereits im frühen 19. Jahrhundert auf dem Congo Square, einer freien Fläche etwa dort, wo heute der Louis-Armstrong-Park liegt, schwarze Sklaven, aber auch Creolen sonntags Calinda und Bamboula. Dazu sangen sie in ihren jeweiligen Sprachen und musizierten auf Trommeln und Holztrompeten. Über den Charakter des Tanzes heißt es: The dance however was very frantic, roared, rattled, twanged, contorts and tumbles and lasted for quite a while.
Über die auch von Jugendlichen in Erziehungsheimen (vor der Änderung des Jugendhilferechts in den 1970er Jahren) praktizierte Form des Protestes, Lärm mit allen zur Verfügung stehenden Gegenständen zu machen, bekam Bambule im Deutschen die Bedeutung Krawall. 1970 produzierte Ulrike Meinhof den Fernsehfilm Bambule, für den sie auch das Drehbuch geschrieben hatte. Hier kritisierte sie die autoritären Methoden der Heimerziehung („Fürsorgeerziehung“), die in der Handlung des Films zu einer Revolte von weiblichen Heiminsassen führen.
Bambule nannte sich ein linksradikales, selbstverwaltetes Kommunikationszentrum, das von 1977 bis 1982 in Braunschweig bestand. Insbesondere in Hamburg ist diese Bedeutung des Wortes geläufig, da mit Bambule ein Bauwagenplatz im Hamburger Stadtteil St. Pauli (Sanierungsgebiet Karolinenviertel) benannt war.
In Frankfurt war es in den 1990er Jahren bei einigen Demonstrationen üblich zu rufen: „Randale, Bambule, Frankfurter Schule!“, um an ältere Protestkulturen zu erinnern. In Dortmund wurde anlässlich des Gewinns der deutschen Fußball-Meisterschaften 2011 und 2012 von den Fans des BVB skandiert: „Bambule, Randale, Dortmund hat die Schale!“
In der Schweiz wird der Begriff Bambule (oder Bamboulé) im Zusammenhang mit dem Rauchen von Cannabis gebraucht. Er betont die freundliche Haltung und Gleichgesinnung unter Kiffenden beim Weitergeben der Haschzigarette in der Runde, vergleichbar mit dem Anstoßen der Trinkgläser und der gegenseitigen Aussprache von Prosit.